# Ptiloglossa giacomelli
Ptiloglossa giacomelli is een vliesvleugelig insect uit de familie Colletidae. De wetenschappelijke naam van de soort is voor het eerst geldig gepubliceerd in 1914 door Schrottky.